# دانوتا هیوبنر
دانوتا ماریا هوئبنر (née وینارسکا, لهستانی: [daˈnuta ˈxʲybnɛr] یا [ˈxʲibnɛr]؛ زادهٔ ۸ آوریل ۱۹۴۸) یک سیاست‌مدار، دیپلمات و اقتصاددان لهستانی است و عضو پارلمان اروپا می‌باشد. او از ۲۲ نوامبر ۲۰۰۴ تا ۴ ژوئیه ۲۰۰۹ کمیسر اتحادیه اروپا در امور سیاست منطقه‌ای بود، زمانی‌که استعفا داد تا به عنوان عضو پارلمان اروپا از حزب سکو شهروندی انتخاب شود. در سال ۲۰۱۲، هوئبنر عضو شورای افتخاری بین‌المللی آکادمی دیپلماسی اروپا شد.
وی همچنین برندهٔ جوایزی همچون لژیون دونور (افسر) شده است.

## تحصیلات
هوئبنر مدرک کارشناسی ارشد اقتصاد را در سال ۱۹۷۱ از مدرسه اقتصاد ورشو (مدرسه مرکزی برنامه‌ریزی و آمار) دریافت کرد، دکترای خود را نیز در سال ۱۹۷۴ از همان دانشگاه گرفت. او در سال ۱۹۷۴ پژوهشگر مهمان در مرکز مطالعات اروپایی دانشگاه ساسکس بود و در سال ۱۹۸۰ موفق به اخذ درجه پسادکترا در روابط تجاری بین‌الملل از مدرسه اقتصاد ورشو شد.
هوئبنر در سال‌های ۱۹۸۸ تا ۱۹۹۰ بورسیه فولبرایت در دانشگاه کالیفرنیا، برکلی بود و در سال ۲۰۰۵ از دانشگاه ساسکس دکترای افتخاری حقوق دریافت کرد.

## فعالیت‌های دانشگاهی
در دههٔ ۱۹۷۰، هوئبنر پژوهشگر مهمان در دانشگاه مستقل مادرید در مادرید بود. او از سال ۱۹۷۱ استاد مدرسه اقتصاد ورشو بوده است.
از ۱۹۸۱ تا ۱۹۸۷، معاون مدیر مؤسسه تحقیقات کشورهای در حال توسعه در مدرسه اقتصاد ورشو بود. از سال ۱۹۹۲ استاد تمام در همان دانشگاه است (در حال حاضر در مرخصی).
در سال‌های ۱۹۹۱ تا ۱۹۹۴، معاون مدیر مؤسسه مطالعات توسعه و استراتژیک در ورشو بود.

## انتشارات
از ۱۹۹۱ تا ۱۹۹۷، معاون سردبیر نشریهٔ دوزبانهٔ لهستانی Ekonomista بود، و از ۱۹۹۴ تا ۱۹۹۷ سردبیر مجلهٔ ماهانهٔ اقتصادی Gospodarka Narodowa بود.

## حرفه سیاسی

### آغاز فعالیت‌ها
- ۱۹۹۷–۱۹۹۸ وزیر و رئیس دفتر ریاست‌جمهوری لهستان، الکساندر کواشنیوسکی
- ۱۹۹۶–۱۹۹۷ نمایندهٔ دولت برای تأسیس کمیته ادغام اروپا (KIE)، دبیر KIE با رتبهٔ وزیر و رئیس دفتر کمیته ادغام اروپا (UKIE)
- ۱۹۹۵–۱۹۹۶ مذاکره‌کنندهٔ اصلی برای پیوستن به سازمان همکاری و توسعه اقتصادی
- ۱۹۹۴–۱۹۹۶ معاون وزیر در وزارت صنعت و تجارت
- ۱۹۹۴–۱۹۹۵ مشاور معاون نخست‌وزیر و وزیر دارایی، و از نویسندگان برنامه دولتی استراتژی لهستان
- ۱۹۹۲–۱۹۹۶ رئیس شورای برنامه‌ریزی اجتماعی، دفتر مرکزی برنامه‌ریزی
- در سال‌های ۱۹۷۰ تا ۱۹۸۷ عضو حزب کارگران متحد لهستان (PZPR) بود.

### کمیسیون اقتصادی سازمان ملل برای اروپا، ۱۹۹۸–۲۰۰۱
- ۲۰۰۰–۲۰۰۱ معاون دبیرکل سازمان ملل متحد و دبیر اجرایی کمیسیون اقتصادی سازمان ملل برای اروپا در ژنو[۵]
- ۱۹۹۸–۲۰۰۱ مشاور اقتصادی رئیس‌جمهور لهستان الکساندر کواشنیوسکی
- ۱۹۹۸–۲۰۰۰ معاون دبیر اجرایی، کمیسیون اقتصادی سازمان ملل برای اروپا، ژنو

### بازگشت به دولت
از ۲۰۰۱ تا ۲۰۰۳، هوئبنر رئیس دفتر کمیته ادغام اروپا و دبیر دولت در وزارت امور خارجه بود.
از ۲۰۰۳ تا ۲۰۰۴، وزیر امور اروپایی در دولت نخست‌وزیر لهستان لشک میلر بود. در این مقام، نمایندهٔ دولت لهستان در کنوانسیون آینده اتحادیه اروپا بود.

### عضو کمیسیون اروپا، ۲۰۰۴–۲۰۰۹
از ۱ مه ۲۰۰۴، هوئبنر عضو کمیسیون اروپا بود. در زمان معرفی‌اش توسط نخست‌وزیر لشک میلر، رقیب اصلی‌اش عضو دیگر کنوانسیون و نخست‌وزیر سابق، یوزف اولکسی بود.
در نوامبر ۲۰۰۴، هوئبنر به عنوان کمیسر سیاست منطقه‌ای در کمیسیون باروزو منصوب شد. در این مقام، نمایندهٔ کمیسیون در مراسم خاکسپاری پاپ ژان پل دوم در سال ۲۰۰۵ بود.
بین ۲۰۰۶ و ۲۰۰۷، هوئبنر عضو گروه آماتو بود، گروهی از سیاستمداران ارشد اروپایی که به‌طور غیررسمی در بازنویسی پیمان قانون اساسی اروپا که با عنوان پیمان لیسبون شناخته شد، فعالیت داشتند؛ این اقدام پس از رد آن توسط رای‌دهندگان فرانسه و هلند صورت گرفت.

### عضو پارلمان اروپا، ۲۰۰۹ تا کنون
از انتخابات سال ۲۰۰۹، هوئبنر نمایندهٔ لهستان در پارلمان اروپا از حوزه ورشو (از حزب سکو شهروندی) است. در سال ۲۰۱۱، وی برنده جایزه ماکسیمیلیان امپراتور شد.
از ۲۰۰۹ تا ۲۰۱۴، رئیس کمیته توسعه منطقه‌ای بود. از سال ۲۰۱۴، ریاست کمیته امور قانون اساسی را بر عهده دارد. همچنین عضو کمیته امور اقتصادی و پولی و کمیته مشورتی در مورد رفتار نمایندگان است؛ این کمیته مسئول ارزیابی تخلفات احتمالی از آیین‌نامه رفتاری پارلمان اروپا و ارائه مشاوره به رئیس پارلمان اروپا در مورد اقدامات احتمالی است.
علاوه بر عضویت در کمیته‌ها، از سال ۲۰۰۹، عضو هیئت پارلمانی روابط با ایالات متحده آمریکا است. در ۱۵ سپتامبر ۲۰۱۰ به گروه اسپینلی در پارلمان اروپا پیوست، که هدف آن تقویت تلاش برای فدرالیسم اروپا است. دیگر اعضای برجسته شامل ژاک دولور، دانیل کوهن بندیت، خی ورهوفستات، اندرو داف و المر بروک بودند. همچنین عضو گروه بین‌مجلس ورزش در پارلمان اروپا است.
از ۲۰۱۴ تا ۲۰۱۹، عضو کمیته مشورتی رفتار نمایندگان در پارلمان اروپا بود.
در سال ۲۰۱۵، هوئبنر یکی از دو گزارشگر پارلمان (در کنار جو لاینن) برای مجموعه‌ای از اصلاحات پیشنهادی در قانون انتخابات اتحادیه اروپا بود که هدف آن همسان‌سازی نظام‌های انتخاباتی متفاوت در سراسر اتحادیه اروپا بود.
از سال ۲۰۱۷، عضو گروه راهبری برگزیت در پارلمان اروپا است که تحت نظر کنفرانس روسای پارلمان اروپا فعالیت می‌کند و مسئول هماهنگی بررسی‌ها، بحث‌ها و قطعنامه‌های پارلمان دربارهٔ برگزیت است.

## مواضع سیاسی
در نوامبر ۲۰۱۷، هوئبنر با رأی موافق به قطعنامه‌ای که با استناد به ماده ۷ معاهده اتحادیه اروپا صادر شده بود، به اکثریت پارلمانی پیوست. این قطعنامه امکان محروم کردن لهستان از حق رأی در اتحادیه اروپا را به دلیل نقض ارزش‌های مشترک بلوک، از جمله حاکمیت قانون، فراهم می‌کرد. مدت کوتاهی پس از آن، مخالفان سیاسی‌اش تصاویر او و پنج سیاستمدار دیگر لهستانی را از چوبه‌دارهای موقتی در میدان عمومی در کاتوویتسه آویزان کردند.
در ژوئیه ۲۰۱۷، در رابطه با مذاکرات برگزیت، هوئبنر اظهار داشت که این فرایند نباید به سبک «چیدن گیلاس از کیک» (گزینش انتخابی مزایا) پیش برود. او گفت که «مهم است بفهمیم بریتانیا چه می‌خواهد» و شنیده‌ایم که بریتانیا می‌گوید «نه به اتحادیه گمرکی، نه به بازار واحد». او همچنین ابراز امیدواری کرد که مذاکرات یک «فرایند یادگیری» برای بریتانیا باشد و این مواضع در آینده تغییر کند. هوئبنر همچنین گفت از تصمیم برگزیت «کاملاً ناامید» شده و احساس کرده که «عدم درک از پیامدهای برگزیت» وجود داشته است.